# دوري آيسلندا الممتاز 1962
دوري آيسلندا الممتاز 1962 (بالآيسلندية: 1. deild karla í knattspyrnu 1962) هو الموسم 51 من  دوري آيسلندا الممتاز. أقيم خلال الفترة 26 مايو 1962 وحتى 30 سبتمبر 1962، والذي يشرف على تنظيمه اتحاد آيسلندا لكرة القدم، وكان عدد الأندية المشاركة فيه  6، وفاز فيه نادي فرام.